# Carrowmore Point to Spanish Point and Islands SAC
Carrowmore Point to Spanish Point and Islands SAC este o arie protejată (arie specială de conservare — SAC, sit de importanță comunitară — SCI) din Irlanda întinsă pe o suprafață de 4.224,49 ha, integral pe uscat.

## Localizare
Centrul sitului Carrowmore Point to Spanish Point and Islands SAC este situat la coordonatele 52°48′37″N 9°30′19″W / 52.810224°N 9.505208°V.

## Înființare
Situl Carrowmore Point to Spanish Point and Islands SAC a fost declarat sit de importanță comunitară în ianuarie 2002 pentru a proteja 16 specii de animale. Situl a fost protejat și ca arie specială de conservare în decembrie 2021.

## Biodiversitate
Situată în ecoregiunea atlantică, aria protejată conține 4 habitate naturale: Lagune de coastă, Recifuri, Vegetație perenă pe țărmurile stâncoase, Izvoare petrifiante cu formare de travertin (Cratoneurion).
La baza desemnării sitului se află mai multe specii protejate de  păsări (16): pietruș (Arenaria interpres), Branta leucopsis, Calidris alba, fugaci de țărm (Calidris alpina), Calidris maritima, prundaș gulerat mare (Charadrius hiaticula), lebădă de iarnă (Cygnus cygnus), scoicar (Haematopus ostralegus), Hydrobates pelagicus, pescăruș negricios (Larus fuscus), culic mare (Numenius arquata), cormoran mare (Phalacrocorax carbo), ploier auriu (Pluvialis apricaria), ploier argintiu (Pluvialis squatarola), fluierarul cu picioare roșii (Tringa totanus), nagâț (Vanellus vanellus).
Pe lângă speciile protejate, pe teritoriul sitului au mai fost identificate 2 specii de plante, 5 specii de păsări, 1 specie de amfibieni, 1 specie de mamifere, 18 specii de nevertebrate.